# Mattress Firm
Mattress Firm ist eine Matratzen-Einzelhandelskette in den USA und gehörte seit 2016 zur Steinhoff International Holdings.
Vor der Insolvenz im Jahre 2018 betrieb das Unternehmen rund 3600 Geschäfte in den USA.
Nach der Schließung von rund 700 Filialen konnte das Insolvenzverfahren Ende 2018 abgeschlossen werden.